# 10 жизней
«10 жизней» (англ. 10 Lives) — полнометражный анимационный фильм британского мультипликатора Криса Дженкинса, рассказывающий об эгоистичном домашнем коте, которому даются девять дополнительных жизней для того, чтобы изменить своё отношение к окружающим. Премьера фильма состоялась на кинофестивале «Санденс» в январе 2024 года.
В России фильм вышел в прокат 12 июня 2024 года.

## Сюжет
Действие происходит в Англии в городке на Юрском побережье. Когда молодая учёная по имени Роуз чуть не сбивает своим автомобилем котёнка, она отдаёт его в приют, которым заведует Грейс, однако почти тут же возвращается и берёт котёнка себе. Проходит время, и котёнок вырастает в толстого избалованного кота, который наслаждается жизнью у Роуз и ни в коем случае не хочет что-то менять. Роуз назвала кота Беккет, от древнеанглийского слова со значением «улей», поскольку сама Роуз занимается изучением пчёл, а именно — разработкой сыворотки, которая поможет излечивать болезни в популяциях пчёл. Руководит её работой профессор Крейвен, который на словах заботится о сохранении пчёл в природе, однако на самом деле вынашивает коварные планы. К Роуз присоединяется её коллега и бывший парень Ларри, что вызывает ревность у Беккета — он уверен, что Ларри помешает его счастливой жизни у Роуз. Пытаясь сломать машину Ларри, Беккет гибнет сам, придавленный машиной.
Кот оказывается в «отделе перерождений» для животных. Там также работает Грейс, которая напоминает Беккету, что он израсходовал все свои девять кошачьих жизней. Кот уже готов отправиться в рай для животных, но Грейс предлагает ему особые условия — ещё девять жизней, на что Беккет сразу соглашается. Однако это не то, что он предполагал: Беккет возрождается в облике самых разных животных (барсук, крыса, таракан, попугай, рыба, собака, лошадь, пчела и снова кот). В новых воплощениях он живёт крайне недолго, поскольку попадает в опасные ситуации. Он пытается привлечь внимание Роуз, но она не узнаёт его, однако это позволяет ему взглянуть на жизнь Роуз со стороны и заново оценить своё место в её жизни. Он замечает, что Роуз грозит опасность: ей с Ларри удалось получить сыворотку, однако профессор Крейвен нанимает двух верзил Кэмерона и Кирка, чтобы они уничтожили все результаты. Их попытки, однако, раз за разом не удаются, в том числе благодаря вмешательству Беккета.
Накануне решающей презентации Крейвен сам посещает дом Роуз, пока она и Ларри отсутствуют. Он хочет заменить пробирку с сывороткой на другую, но этому мешает Беккет, на этот раз воплотившийся в коня. На презентации во время выступления Роуз всё идёт не по плану, поскольку Кэмерон и Кирк подменяют пробирку, нейтрализовав Ларри. Крейвен же демонстрирует своё изобретение: настоящих пчёл он хочет не спасти, а погубить, поскольку разработал пчёл-роботов и надеется в будущем стать миллионером, продавая их вместо настоящих пчёл. Благодаря Беккету, который на этот раз стал пчелой, Роуз всё-таки удаётся показать настоящие результаты своего исследования, а Крейвена, напротив, настигает рой пчёл-роботов. Однако и Роуз чуть не гибнет: она падает в море, при этом плавать она не умеет. Беккет, который снова принял облик кота в своей последней из девяти реинкарнаций, выталкивает Роуз из воды, но тонет сам. Грейс и другие обитатели кошачьего «чистилища» рады и поздравляют Беккета, поскольку он стал настоящим героем, и кот отправляется в кошачий рай.
Проходят годы. В приют Грейс приходят Роуз и Ларри с маленькой дочкой, которая хочет взять котёнка. Она забирает домой серого кота с разноцветыми глазами — такими же, как были у Беккета.

## Роли озвучивали
- Мо Гиллиган — Беккет
- Симон Эшли — Роуз
- Софи Оконедо — Грейс
- Зейн Малик — Кэмерон и Кирк
- Дилан Ллевелин — Ларри
- Билл Найи — Профессор Крейвен
- Джереми Свифт — Хэппи

### Русский дубляж
- Андрей Лёвин — Беккет
- Анна Слынько — Роуз
- Александра Богданович — Грейс
- Валерий Чеботаев — Кэмерон и Кирк
- Иван Чабан — Ларри
- Михаил Черняк — Профессор Крейвен
- Андрей Матвеев — Хэппи

## Отзывы
Фильм получил положительные отзывы. Так, на агрегаторе Rotten Tomatoes его уровень одобрения составляет 75 % на основе 8 рецензий.
Критики отмечали слишком простую компьютерную анимацию, однако оценили симпатичных персонажей и экологический месседж фильма.
Обозреватель IndieWire отметил, что хотя в фильме много внимания уделено образам кошек, истинным «сердцем» картины являются пчёлы, так что фильм вписывается в серию «фильмов о пчёлах», начиная с «Би Муви». Он также подчеркнул, что хотя качество анимации уступает таким пионерам индустрии, как Pixar или Illumination, фильм позволяет отдохнуть от вездесущей американской анимации и порадоваться тому, что достойные 3D-мультфильмы могут создаваться независимыми компаниями.
Отдельного упоминания заслужил Билл Найи, главный злодей в исполнении которого получился чрезвычайно ярким и к тому же визуально очень напоминает Джейкоб Рис-Могга, члена Консервативной партии Великобритании.